# Toranomon
Toranomon (虎ノ門) é um distrito financeiro de Minato, Tóquio.

## História

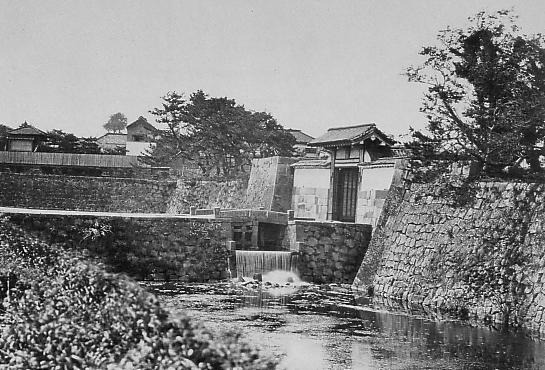
O Toranomon (Tiger Gate), demolido na década de 1870

Literalmente significando "Portão do Tigre", Toranomon era o nome do portão mais meridional do Castelo de Edo. O portão existiu até a década de 1870, quando foi demolido para dar lugar a desenvolvimentos modernos. O Incidente de Toranomon (事件 ノ 門 門 事件 事件 Toranomon Jiken?) foi uma tentativa de assassinato do príncipe regente Hirohito do Japão em 27 de dezembro de 1923 pelo comunista agitador Daisuke Namba.
O distrito é o lar de muitas sedes corporativas. Da década de 1970 até meados da década de 1990, a Japan Air System (originalmente Toa Domestic Airlines) estava sediada no Mori Building (森ビル, Mori Biru)  em Toranomon. Air China tem escritórios em Tóquio no Edifício da Air China em Toranomon. TV Tokyo, Japan Tobacco, Oki Electric Industry, Fuji Fire and Marine Insurance, e a Mitsui OSK Lines têm a sua sede em Toranomon.
O National Printing Bureau tem sua sede no distrito. Okura Museum of Art e Hotel Okura Tokyo também estão localizados em Toranomon.

## Veja também

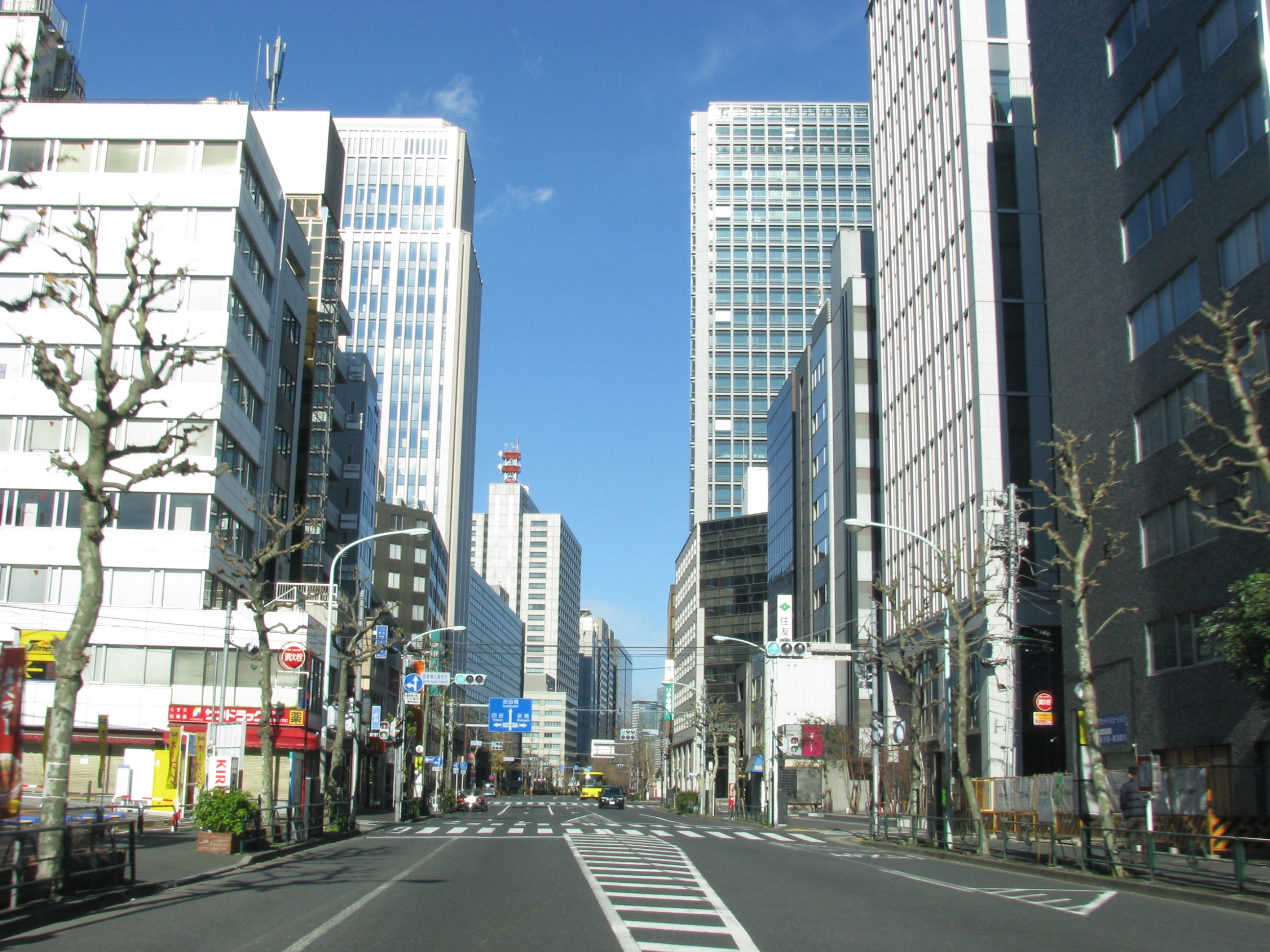
Distrito de Toranomon